# Lucifero (Nitro)
Lucifero è un singolo del rapper italiano Nitro, pubblicato il 22 ottobre 2018.

## Descrizione
Il brano, scritto dallo stesso rapper, è prodotto da Andrea Iasella, in arte Yazee, ed è stato presentato nel format musicale tedesco Colors, dove Nitro è risultato il primo artista italiano a partecipare al format tedesco.

## Video musicale
Il video musicale è stato pubblicato in concomitanza all'uscita del brano attraverso il canale YouTube del format tedesco Colors.

## Tracce
Testi di Nicola Albera, musiche di Andrea Iasella.
1. Lucifero – 3:01